# 그레그 핀리
그레그 핀리(영어: Greg Finley, 1984년 12월 22일 ~ )는 미국의 배우이다. 대표 주연 작품으로는《미국 십대의 비밀생활》과 《스타 크로스드》 등이 있다.